# Seductio
Pour plus de détails, voir Fiche technique et Distribution.
Seductio est un film canadien réalisé par Bashar Shbib, sorti en 1987. 

## Synopsis
Mikael et Mélanie occupent une caravane perdue dans les bois. Mikael est un réalisateur en repérage pour son vidéo-clip d’opéra, et Mélanie (qui a peur des ours) fait la rencontre de personnages étranges qui pourraient être le produit de son  imagination. Susan (une diva, la vedette du film de Mikael) et Rikard (le caméraman) les rejoignent et tentent de protéger Mélanie alors que Mikael s’amuse à terrifier cette dernière avec des grognements d’ours. Les relations entre les couples se complexifient et des personnages insolites s’incrustent dans leurs débats sur l’art, l’amour, la fidélité, ou encore le pouvoir. 

## Fiche technique
- Titre : Seductio
- Réalisation : Bashar Shbib
- Scénario : Bashar Shbib
- Production : Bashar Shbib
- Photographie : Michel Lamothe
- Montage : Bashar Shbib, Florence Moureau, David Wellington (en), Amy Webb
- Musique : François Giroux, Jean-Robert Bisaillon, Dispappointed A Few People (groupe)
- Pays d'origine : Canada
- Langue : anglais
- Durée : 87 min
- Format : couleur – 16 mm
- Budget :  16 000$
- Date de sortie : 29 août 1987[1]

## Distribution
- Mikael : Attila Bertalan
- Mélanie : Kathy Horner
- Susan : Susan Eyton-Jones
- Rikard : Mark Ettlinger
- Gnome : Jim Bell

## Production
Contrairement à son film précédent, Evixion, dont l’action se situait en milieu urbain montréalais, Seductio a été tourné en forêt. 

## Diffusion et réception
Le film est sorti au Festival des films du monde le 29 août 1987, dans la section «Panorama Canada» et a été le sujet de courtes critiques. 

## Style et genre
Comme ses films précédents, Seductio est assez expérimental et onirique. 

## Critique des institutions
Les Rendez-vous du cinéma québécois ont refusé de présenter Seductio en version originale en 1988, événement à la suite duquel Shbib s'est déshabillé publiquement au Festival du film de Toronto pour dénoncer les politiques de Téléfilm Canada. 

La présentation de Seductio au Festival des films du monde fut l’occasion pour Bashar Shbib de participer à une discussion en conférence de presse sur le cinéma indépendant, en compagnie de six autres réalisateurs (Peter Evanchuck, Jon Pedersen, Marquise Lepage, Jean-Pierre Lefebvre, Claude Gagnon et Jean-Claude Labrecque.

Thierry Hoguelin de 24 images décrit un  passage de Seductio qui révèle le point de vue du réalisateur sur les institutions cinématographiques canadiennes : « coiffé d’un chapeau de police montée, un des personnages canotait bravement dans un paysage de carte d’assurance-maladie en expliquant, avec un sérieux feint, que cette séquence, sans rapport avec le reste du film, était là pour lui garantir un contenu canadien et lui assurer une subvention!» . 